# 퍼플레인 (음악 그룹)
퍼플레인(Purple Rain)은 대한민국의 록 밴드이다. 2019년 JTBC에서 방영된 《슈퍼밴드》에서 결성되었으며, 이 프로그램에서 3위를 하였다. 이후 2019년 10월 24일, JTBC스튜디오와 계약을 맺었다. 2020년 2월 데뷔 싱글 "The King Must Die"를 발표하였다. 2020년 10월 14일 계약 종료와 함께 해체하였다.

## 이전 구성원
- 채보훈 (1992년 8월 23일(32세)) - 보컬
- 양지완 (1993년 2월 6일(32세)) - 기타/프로듀싱
- 김하진 (1993년 3월 29일(32세)) - 베이스 기타
- 이나우 (1993년 3월 31일(32세)) - 피아노/키보드
- 정광현 (1997년 3월 21일(28세)) - 드럼